# Tom Novy
Tom Novy (nascido Thomas Reichold) é um DJ e produtor de Munique, na Alemanha.
Ele foi o autor dos hits "Without Your Love" e "Your Body". Este último alcançou o top 40 dos Singles Chart ARIAnet em julho de 2005, e no top 10 do UK Singles Chart, em dezembro de 2005.
Novy começou a produzir música em 1994, quando ele assinou para a gravadora Kosmo Records, com seu primeiro disco, "I House U", um cover da "I'll House You", do grupo Jungle Brothers, com letra de Novy. Sua faixas originais correram mais ao longo do subgênero de europeus com sabor de Progressive house, até que ele começou a trabalhar com Eniac, mais conhecido como co-produtor do DJ Tomcraft. Desde então, Novy mudou-se para o house.

## Discografia

### Singles

#### Tom Novy
- 1995 "I House U"
- 1996 "The Odyssey" (com Afrika Islam & Vicky Culhoun)
- 1997 "Creator" (com Oliver Morgenroth)
- 1999 "I Rock" (com Adrian Misiewicz & Virginia) - #55 UK
- 2000 "Now Or Never" (com Adrian Misiewicz & Lima - #64 UK
- 2000 "My Definition EP"
- 2000 "Welcome To The Race" (com Adrian Misiewicz & Lima)
- 2000 "Music Is Wonderful" (com Adrian Misiewicz & Lima)
- 2001 "Back To The Streets"
- 2002 "It's Over" (com Sabrynaah Pope)
- 2003 "Loving You" (com Adrian Misiewicz)
- 2003 "Without Your Love" (com Adrian Misiewicz & Lima) - #80 AUS
- 2004 "Your Body" (com Adrian Misiewicz & Michael Marshall) - #36 AUS
- 2005 "Take It (Closing Time)" (com Adrian Misiewicz, Jan Krause & Lima) - #54 AUS
- 2006 "Unexpected" com Adrian Bahil & Robin Felder)
- 2007 "My House" (com Adrian Bahil & Michael Marshall)
- 2008 "Runaway" (com Adrian Bahil & Abigail Bailey)
- 2008 "Ziganje" (com Adrian Bahil)
- 2009 "(My City Is) My Lab" (com Adrian Bahil & Sandra Nasic)
- 2009 "Follow Me To Ibiza 2009"
- 2010 "Touch my Junk" GU Music[1]

#### Novy vs. Eniac
"Todos foram colaborações de Eniac"
- 1998 "Smoke Dis"
- 1998 "Superstar" - #25 Suíça, #30 Austria, #32 UK, #56 Holanda
- 1998 "Someday > Somehow" (com Virginia)
- 1999 "Pumpin" - #19 UK[1]

#### Outras realizações
- 2003 "@ Work", as Supermodel DJs (com Phil Fuldner)
- 2005 "I Need Your Lovin", as Casanovy (com Adrian Misiewicz)
- 2006 "New Dimension", as Yvonn (com Adrian Bahil & Bill Brown)
- 2006 "The Power", as Tom Novy vs. TV Rock (com TV Rock)
- 2007 "Slap That Bitch", as Tom Novy vs. JCA (com Jean-Claude Ades, Patty the Downtownprincess & Simone Anés)

### Álbuns
- 2000 My Definition
- 2006 Superstar

## Na Cultura Popular
Uma suposta música de Tom Novy iria tocar no GTA: Liberty City, Back To The Streets, mas foi removida devido a razões desconhecidas.